# Rhamphomyia chibinensis
Rhamphomyia chibinensis är en tvåvingeart som beskrevs av Frey 1922. Rhamphomyia chibinensis ingår i släktet Rhamphomyia och familjen dansflugor. Arten har ej påträffats i Sverige. Inga underarter finns listade i Catalogue of Life.